# Говедаре
Говеда́ре (болг. Говедаре) — село в Пазарджицькій області Болгарії. Входить до складу общини Пазарджик.

## Населення
За даними перепису населення 2011 року у селі проживали 1634 особи.
Національний склад населення села:
| Національність   | Кількість осіб | Відсоток |
| ---------------- | -------------- | -------- |
| болгари          | 811            | 56,2%    |
| цигани           | 622            | 43,1%    |
| турки            | 10             | 0,7%     |
| Всього відповіли | 1444           |          |

Розподіл населення за віком у 2011 році:
Динаміка населення: